# Elena Șerban-Pîrvan
Elena Șerban-Pîrvan (nacida Elena Pîrvan, 14 de noviembre de 1977) es una deportista rumana que compitió en remo. Ganó dos medallas de plata en el Campeonato Mundial de Remo, en los años 2001 y 2005.

## Palmarés internacional
| Campeonato Mundial | Campeonato Mundial | Campeonato Mundial | Campeonato Mundial |
| Año                | Lugar              | Medalla            | Prueba             |
| ------------------ | ------------------ | ------------------ | ------------------ |
| 2001               | Lucerna (Suiza)    | Medalla de plata   | Ocho con timonel   |
| 2005               | Kaizu (Japón)      | Medalla de plata   | Ocho con timonel   |